# 山都町コミュニティバス
山都町コミュニティバス（やまとちょうコミュニティバス）は、熊本県上益城郡山都町にて運行していたコミュニティバスである。愛称は「山都ふれあいバス」である。2024年10月より熊本バスから同町浜町 - 馬見原間（熊本バス馬見原線）を移管したバス路線「浜町馬見原線」と「馬見原高森線」の2路線を運行のほか同町内のスクールバスを運行している。
道路運送法に基づく市町村運営有償運送(自家用有償旅客運送)である。自家用自動車（白ナンバー）を使用している。蘇陽地区で運行される産交バス路線及び矢部地区で熊本バスが運行する路線の再編、撤退に伴い、廃止代替バスとして2008年4月1日から運行開始。拠点（車庫）は、浜町（矢部）・清和・蘇陽の3か所。
運行は、町内の4条免許保持事業者で構成された「山都町新交通協議会」に委託。

## 概要

### 運賃
浜町馬見原線 ・ 馬見原高森線 
- 両路線、全区間1乗車100円（固定運賃）で高校生以下および身体障害者手帳を持っている利用者は無料[1][2]。

 2024年3月31日までの一般便 
- 乗車区域単位での区間制で、同区域内(初乗り運賃)は200円、区域を超えると100円刻みで加算される。学校が発行している身分証明書を持っている高校生や療育手帳や身体障害者手帳を持っている利用者は半額で、中学生以下は無料。乗換えの際は乗換券が発行される。
- 定期券も発売されていた。

### 路線
- 通学便と昼間に走る一般利用便とで、運行経路が全く違ったり、2つの路線を統合するようなかたちで走ったりするなど、複雑であった。平日の下り7時と上り16時の便が一般便となり、大部分の路線で運行されていた。土曜日は上り7時と下り11時に同じく運行されていた。スクール専用便は、下り15時と下り18時の便があり一般利用不可。それ以外の時間を利用して、曜日単位ではあるが、コミュニティバスが運行されていた。学校の短縮授業などに合わせて臨時便が運行されるが、曜日と時間が合えば日中のコミュニティ便と併用する場合がある。その際も一般利用可能であった。廃止前年にはフリー降車制度が開始された。
- 当初は熊本バス時代の運行内容を継承する形であったが、著しい少子高齢化の進行と人口減に伴う需要減から合理化がされた。高齢者等の通院手段としては機能していたため、通院需要が一定数存在した。しかし、路線別の利用状況があまり考慮されない統一的な運行内容や、基幹路線バスとの接続が不便なダイヤ、町中心部の主なショッピング施設を経由しない等の運行形態のほか、ほぼ全車両が車いす非対応かつ乗降口が2段以上であるなど、身体障害者や高齢者にとって利便性が高いとはいえなかった。
- 一部地域間を跨る路線もあったが、概ね「矢部地区」「清和地区」「蘇陽地区」と旧町単位でまとまった路線体系になっていた。蘇陽地区では、阿蘇郡高森町の高森駅や、宮崎県西臼杵郡五ヶ瀬町の鞍岡方面などの町外への路線も走っていた。
- 大半が各地域の中心部と各集落を結ぶといった形の路線で、山間部のため狭隘区間が多くを占めていた。運行エリアの標高が高く、山間部であることから、冬季は積雪や路面凍結による運休が発生していた。町内の小中学生で、学校から一定以上の距離がある生徒及び児童はバスを利用して登下校するため､運休になると山都町内の小中学校は休校となる。
- 中には、内大臣橋や鮎の瀬大橋、井無田高原等の好景観地を通る路線もあったが、路線自体がスクールバス及び地域交通維持が目的のため、時刻表上の理由で観光利用には適しなかった。（旧）「馬見原・高森線」は、高森 - 馬見原間の地域間輸送としての一面もあるため、末端路線のみではなかった。
- 2024年4月1日から「山都ふれあいバス」（一般便）が廃止、代わりの交通手段として予約型乗合タクシーの実証運行開始[3]。翌日の4月2日に同町内を運行する熊本バスの路線「馬見原線」の廃止を発表[4]。同年8月21日に開催の「山都町地域公共交通会議」にて熊本バスから路線を引き継ぎ[5]。同年10月1日よりコミュニティバス「浜町馬見原線」の運行開始[1]。2025年4月1日には蘇陽地区馬見原から蘇陽支所を経て高森町（高森駅）に向かう路線バス「馬見原高森線」が運行開始予定[2]。

### 運転日
浜町馬見原線 
- 平日3往復（土日祝日および年末年始は運休）

浜町（山都町ふれあいバスセンター）からの最終便は同バスセンターで熊本バス（御船町方面からの）「M3-2 御船線」接続を図る。
 馬見原高森線 
- 平日2往復（土日祝日および年末年始は運休）

 2024年3月31日までの一般便 
- 平日にスクール混乗便が朝夕1往復、週2日コミュニティバスが運行されていた。
- 土曜日は午前中１往復。
- 日曜日・祝日・お盆・年末年始は運休。
- 2023年4月1日より、効率的な運行を目的とし、比較的利用の少ない一部路線の日中時間帯が予約型運行に変更。対象の便に乗車の際は、前日までに予約が必要であった。

## 沿革
- 2002年度 - 旧蘇陽町にて、「ふれあいバス」運行開始。（スクールバスを一般利用化、無償）
- （2005年2月11日 - 矢部町、蘇陽町、清和村の合併により山都町誕生）
- 2007年4月1日 - ふれあいバス馬見原 - 高森間を実証運行開始（産交バス馬見原 - 高森間の廃止代替）
- 2008年4月1日 - コミュニティバス運行開始。ふれあいバスは廃止。
- 2008年10月1日 - ダイヤ一部変更実施。
- 2009年3月13日 - 愛称及びロゴマークの決定。
- 2009年4月1日 - 矢部地区・清和地区を中心にダイヤ変更実施。
- 2010年4月1日 - ダイヤ変更実施
- 2011年4月1日 - ダイヤ変更実施
- 2011年10月1日- ダイヤ変更実施
- 2022年4月1日 - ダイヤ変更実施
- 2023年4月1日 - ダイヤ変更実施。一部路線の一般利用便が予約型デマンドバスでの運行に変更。
- 2024年3月31日 - コミュニティバス事業廃止、運行終了。
- 2024年4月1日 - 代替として、予約型乗合タクシーに移行。
- 2024年10月1日 - 前日（9月30日）に廃止した熊本バス「馬見原線」を引き継いで「浜町馬見原線」の運行開始[1]。
- 2025年4月1日 - 「馬見原高森線」が運行開始[2]。

## 路線

### 浜町馬見原線

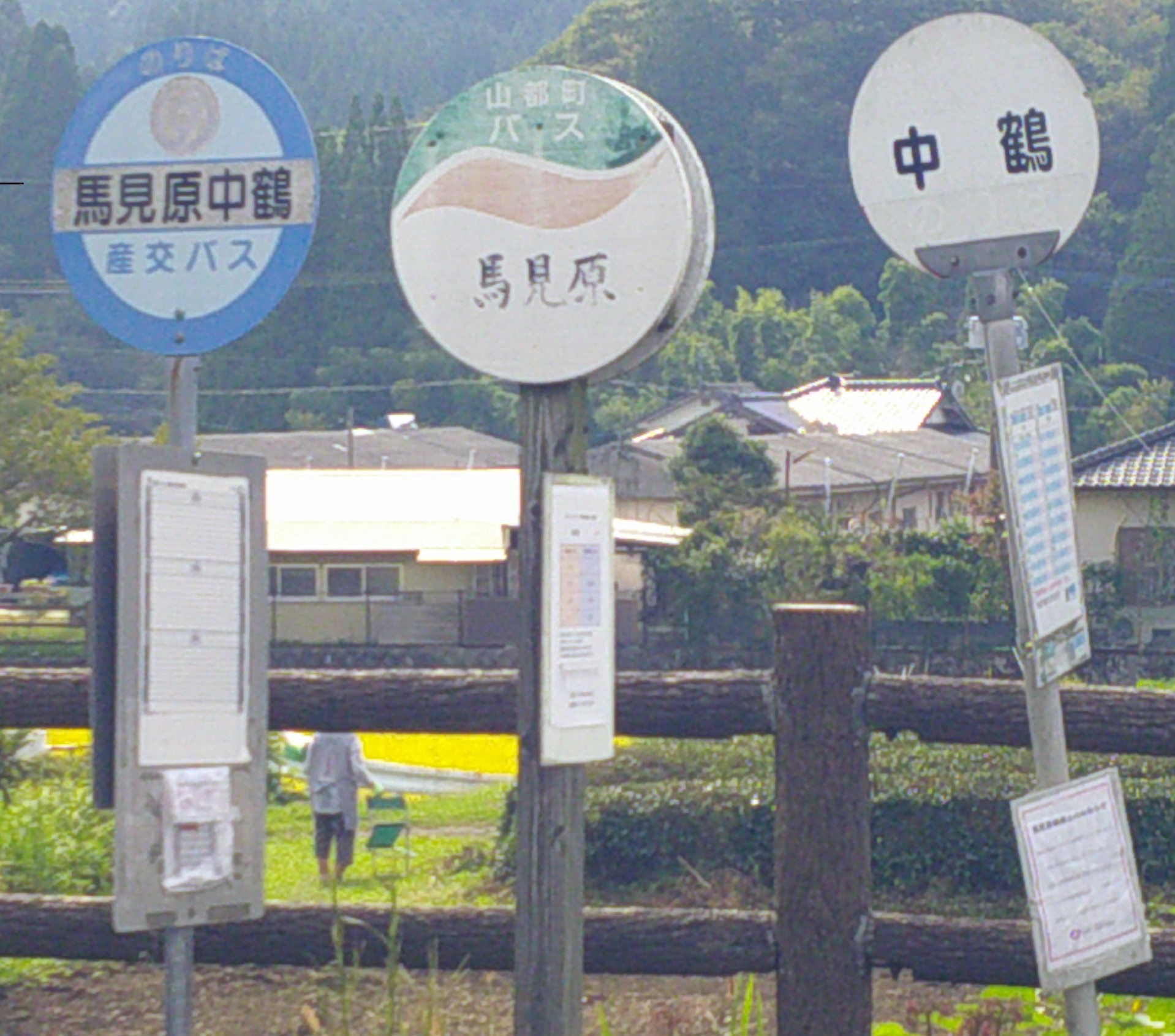
山都町馬見原（国道218号沿い）のバス停

- 浜町（山都町ふれあいバスセンター） - 矢部高グラウンド - 道の駅通潤橋 - 聖橋 - 日暮崎 - 交鶴 - 清和文楽邑 - 幣立宮前 - そよう病院 - 馬見原 - 仲町 - 岩尾野

 路線移管による変更点 

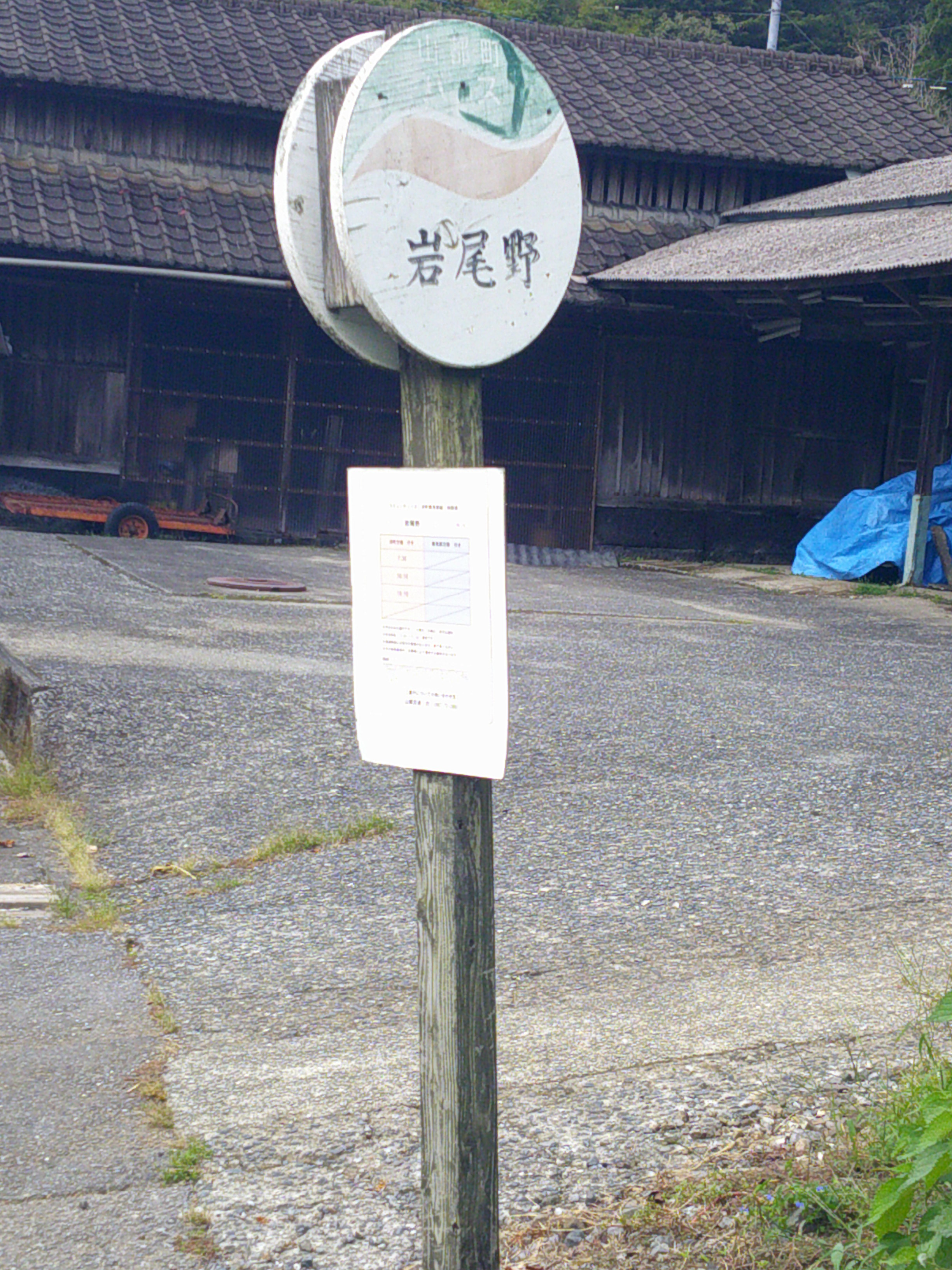
山都町コミュニティバス・岩尾野停留所

- 運行経路変更・路線延長延長・名称変更について[7]

1、矢部（浜町）地区の「町立図書館前」（熊本バス「矢部中学校入口」）停留所から「上畑」停留所までの運行経路を「矢部高校前」「畑」両停留所経由から「矢部高グラウンド」「道の駅通潤橋」両停留所経由に変更
2、清和（大川）地区の「大川」停留所を国道側から（ふれあいバスの清和地区拠点であった）「Aコープ清和」停留所があった場所に移設。
3、蘇陽（馬見原）地区、路線経路延長については熊本バス「馬見原（出張所）」停留所から南下、宮崎県境そばの（予約型乗合タクシー停留所の）「萩尾」「岩尾野」両停留所を追加。
4、バス停留所名称もふれあいバスに準じる名称に統一（熊本バスの停留所名称消滅、路線廃止による二重名称解消）。
| ふれあいバス停留所 | 熊本バス停留所 （廃止）         | 備考 |
| ------------------ | ------------------------------- | --- |
| 役場前             | 山都町役場前                    | |
| 町立図書館前       | 矢部中学校入口                  | |
| 旧御岳小前         | 御岳校前                        | |
| -                  | 清和総合支所                    | ふれあいバスの「大川」停留所に統合および停留所の移設により廃止。 |
| 南柳井原           | 南柳原                          | 読みは同じ「みなみやないばる」である。 |
| 幣立宮前           | 大野幣立宮前                    | |
| 七つ迫             | 白石                            | |
| そよう病院         | 町立そよう病院                  | |
| 下鶴               | 馬見原下鶴                      | |
| 馬見原             | 中鶴                            | 同所に特急バスたかちほ号が停車する産交バス「馬見原中鶴」停留所がある |
| 仲町               | 馬見原 （熊本バス馬見原出張所） | 「仲町」停留所は、熊本バス「馬見原」停留所があった場所から国道218号側へ約50ｍ離れている。 「仲町」停留所と同所に五ヶ瀬町コミュニティバス（Gライン）の「馬見原」停留所がある。 |

### 馬見原高森線
- 馬見原 - そよう病院 - 菅尾 - 蘇陽支所 - そよ風番所前 - 梶原 - 高森中央 - 高森駅

 路線再開による変更点 
- 「馬見原高森線」として路線バス復帰として1路線1系統化で停留所も旧・「馬見原・高森線」で停留所であった「埋立」や「柳谷」等の停留所は山都町予約型乗合タクシーや高森町民バスの交通手段で対応出来るため、この路線の停留所から外れている。

### 2024年3月31日までの一般便
(括弧)内は非経由便あり。

### 矢部地区
葛原線
- （矢部中） - 矢部高グラウンド - 浜町 - （矢部小） - 長田 - 北川内 - 下矢部郵便局 - 葛原 - 吐合
  - 月曜・木曜2往復、火曜・水曜・金曜・土曜1往復運行。

瀬峰線
- （矢部中） - 矢部高グラウンド - 浜町 - （矢部小） - 南田 - 白小野 - 万坂 - 瀬峰上 - 下矢部郵便局 - 上柚木
  - 火曜・金曜2往復、月曜・水曜・木曜・土曜1往復運行。
  - 一般利用便のみ予約型運行

目丸線
- 一般利用便：矢部高グラウンド - 浜町 - 《この区間無停車》 - 津留 - 鶴尻 - 金地 - 小迫黒谷
- 通学便：矢部中 - 矢部高グラウンド - 浜町 - （矢部小） - 千寿苑入口 - 白小野 - 内大臣入口 - 金地 - 小迫黒谷
  - 一般利用便は月曜・木曜のみ1往復運行。通学便は月曜 - 土曜1往復運行。

上菅線
- （矢部中） - 矢部高グラウンド - 浜町 - （矢部小） - 千寿苑入口 - 町営グラウンド入口 - 白石入口 - 鮎の瀬大橋 - 上菅上
  - 火曜・金曜2往復、月曜・水曜・木曜・土曜1往復運行。

田所線
- 一般利用便：矢部高グラウンド - 浜町 - 千寿苑入口 - 町営グラウンド入口 - 田吉 - 田所 - 横野 - 男成 - 日暮崎
- 通学便：矢部中 - 矢部高グラウンド - 浜町 - （矢部小） - 千寿苑入口 - 町営グラウンド入口 - 田吉 - 田所 - 横野 - 旧御岳小 - （上川井野）
  - 一般利用便は火曜・金曜のみ1往復運行。通学便は月曜 - 土曜1往復運行、平日のみ上川井野発着。
  - 一般利用便のみ予約型運行

日名田線
- 浜町 - 矢部高グラウンド - 聖橋 - 竹の迫 - 前谷 - 日名田 - 原尾野 - 鶴底 - 川口入口 - 元仁田尾
  - 月曜・木曜のみ1往復運行。

御所線
- 浜町 - 矢部高グラウンド -（矢部中）- 潤徳小 - 堀端 -黒木尾 - 小川 - 旧御所小前 - 稲生野 - 一の瀬 - 中川 - 後谷 - 竹の迫
  - 月曜・木曜2往復、火曜・水曜・金曜・土曜1往復運行。

下名連石線
- 浜町 - 矢部高グラウンド - （矢部中） - 潤徳小 - 堀端 - 柿原 - 川島
  - 火曜・金曜2往復、月曜・水曜・木曜・土曜1往復運行。
  - 一般利用便のみ予約型運行

白木谷線
- 矢部高グラウンド - 浜町 - 上司尾 - 大野 - 布田下 - 梅木 - 田小野 - 上鶴 - 鹿生野 - 金内 - 旧中島東部小前 - 萱野入口 - 金内保育園入口 - 瀬戸病院入口 - 中島小 - 布勢 - 白木谷
  - 月曜・木曜のみ1往復運行。
  - 予約型運行

小柏原線
- 一般利用便：矢部高グラウンド - 浜町 - 上司尾 - 杉木 - 原入口 - 金内 - 旧中島東部小前 - 金内保育園入口 - 瀬戸病院入口 - 中島小 - 木鷺野 - 小柏原
- 通学便：矢部中 - 矢部高グラウンド - 浜町 - 上司尾 - 杉木 - 原入口 - 金内 - 旧中島東部小前 - 金内保育園入口 - 瀬戸病院入口 - 中島小 - 布勢 - 木鷺野
  - 一般利用便は月曜・木曜のみ1往復運行。通学便は月曜 - 土曜1往復運行。

福良線
- 一般利用便：矢部高グラウンド - 浜町 - 上司尾 - 杉木 - 田小野 - 鹿生野 - 金内 - 旧中島東部小前 - 金内保育園入口 - 福祉村グラウンド - 瀬戸病院入口 - 演習場入口 - 山中 - 長谷 - 福良
- 通学便：矢部中 - 矢部高グラウンド - 浜町 - 上司尾 - 杉木 - 田小野 - 鹿生野 - 金内 - 旧中島東部小前 - 金内保育園入口 - 瀬戸病院入口 - （中島小） - 荒ケ志野 - 山中 - 長谷 - 福良 - 大星
  - 一般利用便は火曜・金曜のみ1往復運行。通学便は月曜 - 土曜1往復運行。
  - 一般利用便のみ予約型運行

### 清和地区
郷野原線
- 一般利用便《平日》：Aコープ清和 - 清和支所 - 高月公民館 - 井無田診療所 - 井無田轟木 - 伊良野原 - 郷野原
- 通学便《平日》：Aコープ清和 - 清和小 - 仏原 - 安方 - 長成 - 郷野原 - 伊良野原 - 大矢 - 井無田轟木
- 通学便《土曜》：Aコープ清和 - 清和支所 - 高月公民館 - 井無田診療所 - 井無田轟木 - 伊良野原 - 郷野原 - 長成 - 安方
  - 一般利用便は火曜・金曜のみ1往復運行。通学便は月曜 - 土曜の1往復運行、平日と土曜では運行経路が大きく異なる。

大川浜町線
- 浜町 - 矢部高グラウンド - （矢部中） - 聖橋 - 日暮崎 - 交鶴 - Aコープ清和
  - 火曜・金曜2往復、月曜・水曜・木曜・土曜1往復運行。

鶴底線
- 《平日》：清和小 - Aコープ清和 - 清和支所 - 元仁田尾 - 花高原 - 小迫入口 - 日名田 - 原尾野 - 鬼ケ城
- 《土曜》：Aコープ清和 - 清和支所 - 元仁田尾 - 川口入口 - 川口 - 鶴底 - 原尾野 - 鬼ケ城 - 牛ケ瀬公民館 - 日名田 - 小迫入口
  - 月曜 - 土曜1往復運行。平日と土曜では運行経路が大きく異なる。

川口線
- 一般利用便：Aコープ清和 - 清和支所 - 元仁田尾 - 川口入口 - 川口 - 鶴底 - 原尾野 - 鬼ケ城 - 牛ケ瀬公民館 - 日名田 - 小迫入口 - 花高原
- 通学便：清和小 - Aコープ清和 - 清和支所 - 高月公民館 - 井無田診療所 - 川口入口 - 川口 - 鶴底
  - 一般利用便は火曜・金曜のみ1往復運行。通学便は月曜 - 金曜1往復運行。
  - 日中時間帯のみ予約型運行

大川馬見原線
- 馬見原 - 七つ迫 - 大野 - 文字ケ崎 - 仏原 - Aコープ清和
  - 火曜・金曜のみ1往復運行。

木原谷線
- 一般利用便：Aコープ清和 - 清和小 - 仮屋上 - 尾野尻 - 栃原 - 木原谷 - 楢原 - 川の口集落
- 通学便《平日》：清和小 - （米生） - Aコープ清和 - 交鶴 - 貫原 - 小峰 - 栃原 - 木原谷 - 楢原
- 通学便《土曜》：Aコープ清和 - 交鶴 - 貫原 - 小峰 - 木原谷
  - 一般利用便は火曜・金曜のみ1往復運行。通学便は月曜 - 土曜1往復運行。
  - 日中時間帯のみ予約型運行

緑川線
- 一般利用便：Aコープ清和 - （交鶴） - （小峰） - 緑川滝下 - 舞岳 - 栗藤
- 通学便《平日》：Aコープ清和 - 清和小 - 仮屋上 - 尾野尻 - 緑川滝下 - 湯鶴葉
- 通学便《土曜》：Aコープ清和 - 米生 - 栃原 - 尾野尻 - 緑川滝下 - 湯鶴葉
  - 一般利用便は火曜・金曜のみ1往復運行、清和発のみ交鶴・小峰を経由する。通学便は月曜 - 土曜1往復運行。
  - 日中時間帯のみ予約型運行

### 蘇陽地区
馬見原・高森線
- 高森中央 - 高森駅 - 高森幼稚園前 - （埋立） - （野原） - （下の原） - 梶原 - 二瀬本 - 蘇陽支所 - （そよう病院） - 馬見原 - （加勢群集落） - （上長崎） - （栗山）
  - 月曜 - 金曜は3.5往復運行。
    - 「高森→野原→馬見原→栗山→加勢群集落」が0.5往復
    - 「栗山→加勢群集落→馬見原→高森」が0.5往復
    - 「高森 - 野原 - 馬見原」が1往復
    - 「馬見原→高森」が0.5往復
    - 「高森 - 蘇陽支所」が1往復

  - 土曜は「高森 - 蘇陽支所 - 馬見原 - 栗山」の1往復運行。
  - 高森地区は往復とも「高森中央→高森駅→高森幼稚園前」の順で停車する。
  - 栗山発は「栗山→上長崎→加勢群集落→馬見原」の順、高森発は「馬見原→上長崎→栗山→加勢群集落」の順で停車する。

柳線
- （馬見原） - （そよう病院） - 蘇陽支所 - 二瀬本 - 目細公民館 - 旅草三叉路 - 梶原 - 埋立 - 柳谷
  - 火曜は蘇陽支所発着が1往復、金曜は馬見原発着が1往復運行。

野原線
- 一般利用便：馬見原 - そよう病院 - 蘇陽支所 - 二瀬本 - 古米 - 下の原 - 高畑 - 赤立 - 野原 - 竹原
- 通学便：馬見原 - （そよう病院） - 蘇陽支所 - （蘇陽小） - 二瀬本 - 梶原 - 埋立 - 柳谷 - 竹原 - 野原 - 下の原 - 高畑
  - 一般利用便は月曜・水曜のみ1往復運行。通学便は月曜 - 土曜1往復運行。

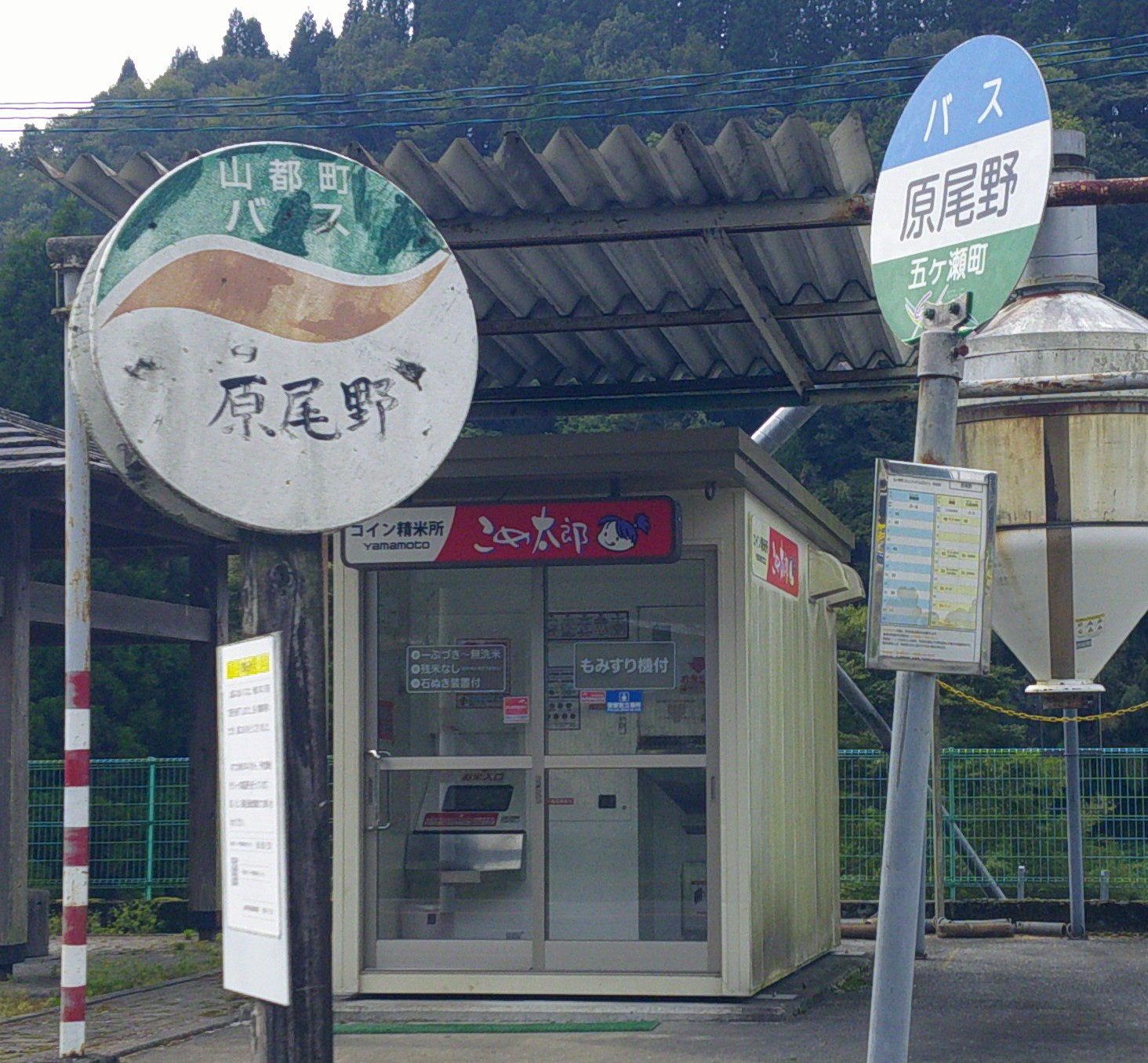
馬見原系統の宮崎県五ケ瀬町にある「原尾野」停留所

大見口線
- 一般利用便：馬見原 - そよう病院 - 蘇陽支所 - 《大見口方面は事前予約方式》
- 通学便《平日》：蘇陽支所 - 蘇陽小 - 倉木山 - 稲生公民館 - 花里 - 大見口三叉路 - 宇谷
- 通学便《土曜》：蘇陽支所 - 倉木山 - 稲生公民館 - 花里 - 大見口三叉路 - 宇谷 - 平田 - 二津留 - 上差尾
  - 一般利用便は火曜・木曜のみ1往復運行。通学便は月曜 - 土曜の1往復運行

上差尾線
- 蘇陽支所 - 蘇陽小 - 溜渕 - 花立原 - 二津留 - 平田 - 上差尾 - 下塩出
  - 月曜 - 金曜1往復運行。

下山線
- 《平日》：蘇陽支所 - 蘇陽小 - 研修センター - 椎屋公民館 - 椛山入口 - 椛山 - 椎屋 - 下山
- 《土曜》：蘇陽支所 - 中神働 - 椎屋 - 椛山入口 - 下山
  - 月曜 - 土曜1往復運行。

花上線
- 蘇陽支所 - 蘇陽小 - 中神働 - 下神働 - 坂の上
  - 月曜 - 金曜1往復運行。

大野線
- 蘇陽支所 - （下塩出） - 黒原 - 文字ケ崎 - 神の前 - 七つ迫 - 大野 
  - 月曜 - 土曜1往復運行。土曜のみ大久保は経由せず、下塩出を経由する。

## 車両
- 使用車両は車種・カラーリングともに統一はされていない。また、どの車両がどの路線を担当するかは概ね決まっている。担当車制ではなく、一週間おきに路線とその路線担当車をローテーションする方式のようである。
- 主に、児童生徒が多く利用する便は、大型車走行可能な路線に限り、いすゞ「ガーラミオ」等の車両が使用され、それ以外の路線及び日中は、トヨタ「ハイエース」や日野「リエッセⅡ」などのマイクロ、小型が主力である。
- 全車両１ドアであり、整理券は無いため自己申告方式である。いずれの車両も自動音声案内装置及び運賃表示器は設置されておらず、目的地に近づいたら降車ボタンで運転士に知らせるシステムとなっている。行先表示については、車両全面と左側面に路線名が上下線共通で掲示される。

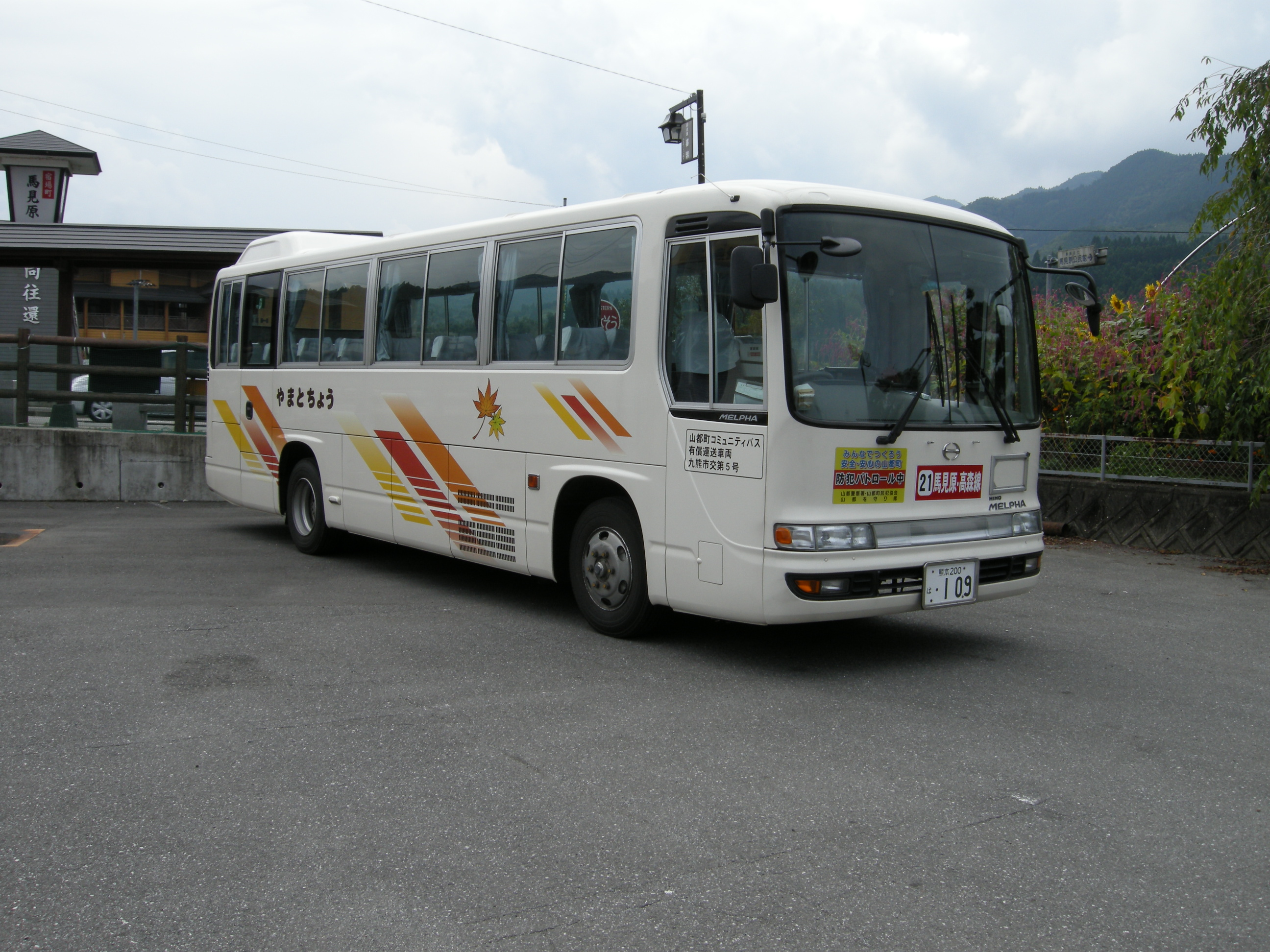
車両1 （2008年当時）
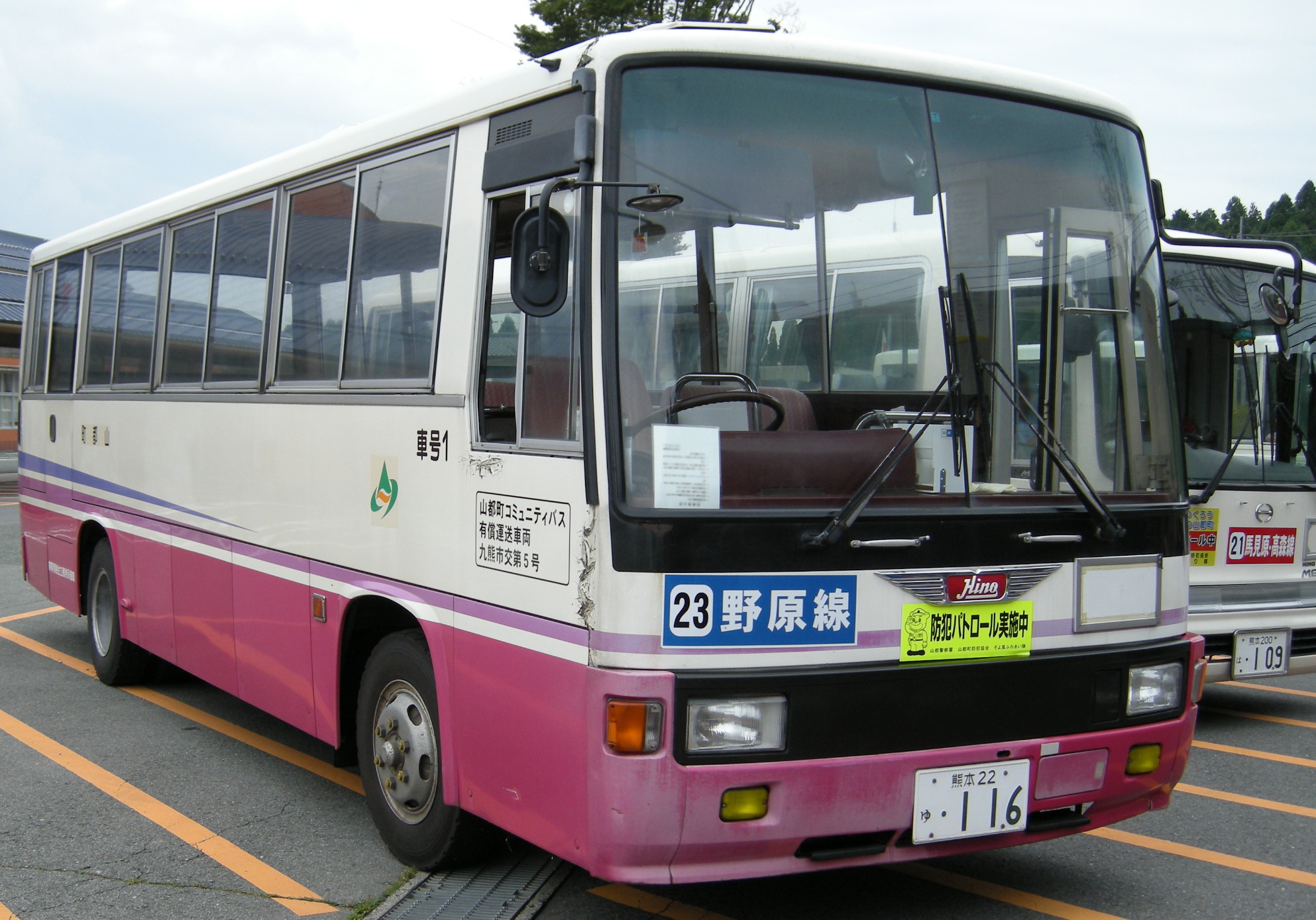
車両2 （2008年当時）
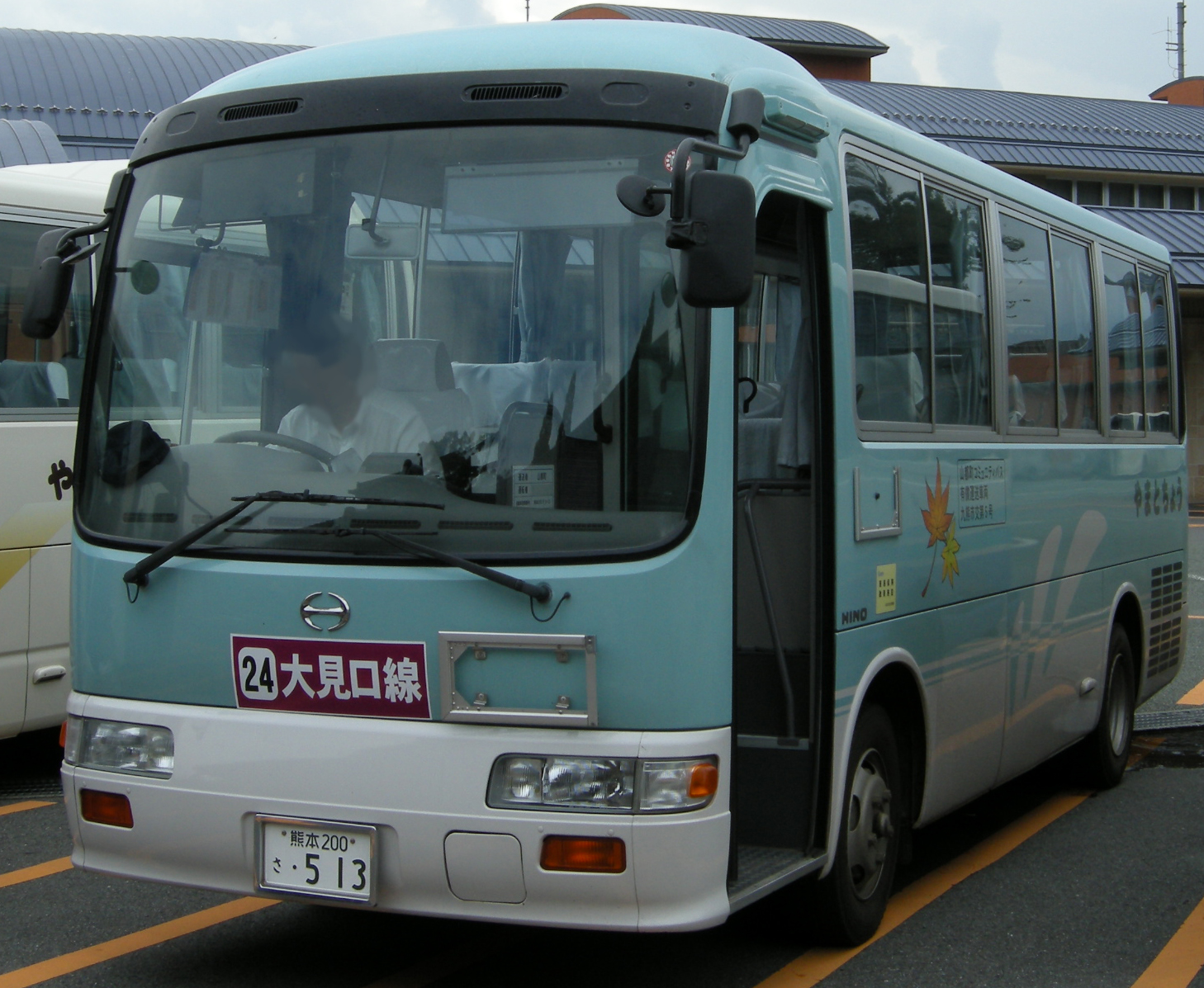
車両3 （2008年当時）
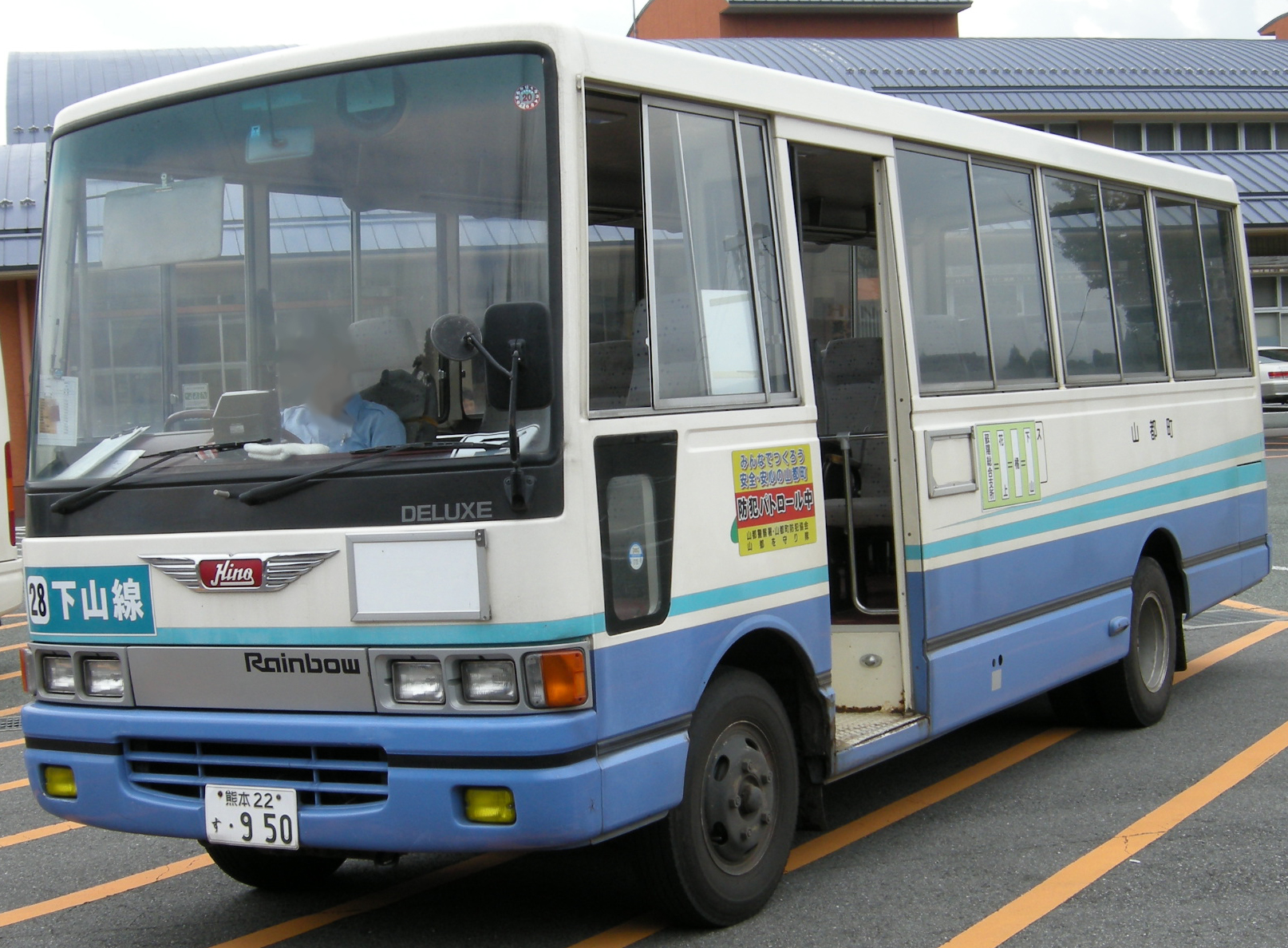
車両4 （2008年当時）
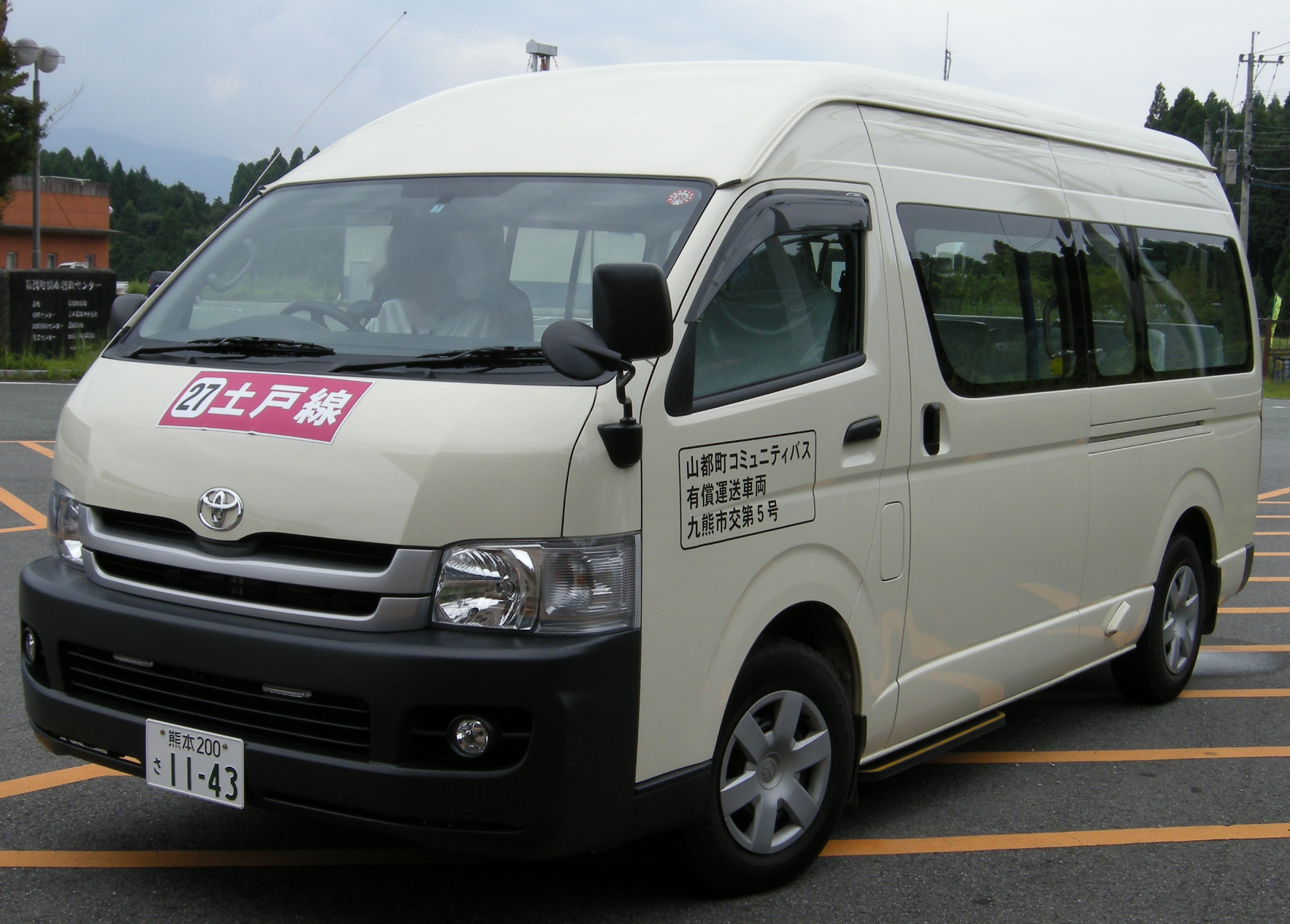
車両5 （2008年当時）

- なお2024年10月から運行する浜町馬見原線については下記の車両を運用する[7]。

29人乗りマイクロバス（日野・リエッセ、三菱ふそう・ローザ）、トヨタハイエース（15人乗りと10人乗り）、トヨタ・ノア（8人乗り）